# Рожин, Анатолий Иванович
Анатолий Иванович Рожин (1 мая 1912 — 30 июня 1977) — советский ненецкий педагог. Автор первого ненецкого букваря на основе русской графики.

## Биография
Родился 1 мая 1912 году в селе Спасское Архангельской губернии. С 1928 года жил в Ненецком округе, работал продавцом в кооперативе «Кочевник». В 1931 году поступил учиться на кооперативное отделение Ненецкого комплексного техникума, после перевелся на педагогическое отделение и окончил в 1934 году. в 1932 году — член ВЛКСМ, в 1942 году — член ВКП(б). С 1934 по 1941 и с 1947 по 1970 годы работал преподавателем Нарьян-Марского педагогического училища. В 1939 году написал первый ненецкий букварь на основе русской графики. В 1957 году — заслуженный учитель школы РСФСР. С 1939 по 1941 и с 1945 по 1946 годы — школьный инспектор. С 1941 по 1945 годы воевал в составе оленно-лыжных батальонов на Мурманском направлении Карельского фронта. С 1946 по 1947 годы — заместитель заведующего Ненецкого окроно. Умер 30 июня 1977 года.
Награждён медалями «За боевые заслуги», «За оборону Советского Заполярья», «За победу над Германией в Великой Отечественной войне 1941—1945 гг.».